# Potřeba kognitivního uzavření
Potřeba kognitivního uzavření (někdy též potřeba uzavření, kognitivní uzavření či NFC z angl. Need for Cognitive Closure) je psychologický termín zavedený A. W. Kruglanskim, který popisuje touhu lidí po jednoznačnosti a tendenci vyhýbat se nejednoznačnosti. Lidé s vyšší mírou NFC preferují rychlá, jednoznačná rozhodnutí, zvažují méně alternativ. Lidé s nižší mírou NFC jsou kreativnější, produkují více alternativních hypotéz o pozorovaných jevech. NFC slabě a negativně souvisí s potřebou poznání (Need for Cognition), naopak nesouvisí například s inteligencí. Potřeba kognitivního uzavření je důležitá při studiu postojů a zejména předsudků, protože tendence k vytváření pevných, jednoznačných a nedostatečně podložených závěrů (tedy právě stereotypů vůči minoritám) je jednou z charakteristik osob s vyšší mírou NFC.